# Ford Taurus SHO
La Ford Taurus SHO è una versione speciale potenziata delle berlina e station wagon Ford Taurus prodotta dalla Ford per il mercato statunitense in varie versioni tra il 1989 e il 1999.

## Terza serie 1996-1999
La Taurus base monta un motore Duratec V6 3.0 da 145 CV mentre la versione SHO monta invece un propulsore SHO (Super High Output) 3.4 V8.
Tale motore, sviluppa 235 CV a 6.100 giri/min e una coppia di 312 N m a 4.800 giri/min. Con questo propulsore, la Taurus raggiunge i 225 km/h.
La vettura è a trazione anteriore con un cambio a 4 rapporti dotato di blocco dell'overdrive. Le sospensioni anteriori con montanti indipendenti sono rinforzate e ribassate, mentre il retrotreno prevede una configurazione a quadrilatero. La versione SHO monta cerchi in lega da 16 pollici, sedili sportivi in pelle e sterzo ZF.
L'impianto frenante prevede 4 dischi antibloccaggio.